# بخش الیور (شهرستان آدامز، اوهایو)
بخش الیور (به انگلیسی: Oliver Township) یک منطقهٔ مسکونی در ایالات متحده آمریکا است که در شهرستان آدامز، اوهایو واقع شده‌است.
 بخش الیور ۷۵٫۱ کیلومتر مربع مساحت و ۱٬۳۱۹ نفر جمعیت دارد و ۲۸۳ متر بالاتر از سطح دریا واقع شده‌است.